# Вольстаґґ Дебелий
Вольстаґґ (англ. Volstagg) — вигаданий персонаж з коміксів американського видавництва Marvel Comics. Один з учасників команди Трійка воїнів, тріо асґардійських авантюристів та персонажів, що періодично допомогають Тору Одінсону, спадкоємцю трону. Вольстаґґ є багатодітним батьком, до його дітей належать, але не обмежуються ними, Гільда, Рольф та Кевін і Мік, що є усиновленими мідґардійцями.
Актор Рей Стівенсон зобразив асґардійця на широкому екрані у таких фільмах, які входили до кіновсесвіту Marvel, як: «Тор» (2011), «Тор: Царство темряви» (2013) та «Тор: Раґнарок» (2017).

## Історія публікації
Вольстаґґ був вигаданий коміксистами Стеном Лі й Джеком Кірбі, тож вперше з'явився в коміксі «Journey into Mystery» #119 (серпень 1965).
На відміну від багатьох асґардійців з коміксів Marvel, Вольстаґґ не заснований на персонажі германо-скандинавської міфології. Натомість за основу було взято Сера Джона Фальстаффа, героя з опери Вільяма Шекспіра «Генріх IV».

## Вигадана біографія
Вольстаґґ — великий і галасливий член Трійки воїнів, які були одними з багатьох вояк Асґарду. Їх героїчні подвиги принесли їм славу. До складу Трійки воїнів також входять Гоґун і Фандрал. Ці троє шукачів пригод пройшли багато битв, щоб захистити свій улюблений Асґард. Вольстаґґ був серцем групи, хоча його бурхливий характер часто приносив неприємності собі та іншим. Разом вони часто б'ються пліч-о-пліч з сином Одіна, богом грому Тором. Разом вони не раз руйнували підступи повелителя брехні Локі. Виконуючи місію з пошуку зниклого всебатька Одіна, Вольстаґґ і його команда веселунів билися зі Спорром, Кам'яними людьми Сатурна, Сірою Горгульєю і величезною сутністю, відомою як Пожирач Душ.
Вольстаґґ і його група вважалися загиблими після того, як Тор запустив Раґнарок. Насправді ж його душа, як і всіх інших, хто загинув під час Раґнарока, якимось чином опинилася в пастці в людській істоті. Коли Тор повернувся з мертвих, він почав повертати до життя інших асів. Вольстаґґ був одним з перших знайдених і звільнених, разом з двома своїми друзями Гоґуном і Фандралом. Зараз він проживає в Новому Асґарді, який Тор реконструював біля старого шосе 66 в Оклахомі.

## Сім'я
- Гільдаґунд (дружина)
- Аларік, Рольф (сини)
- Кевін, Мік (прийомні сини
- Флосі, Ґудрун, Ґунгільд (дочки)